# WinErs
WinErs ist ein modulares Prozessleit- und Automatisierungssystem mit integrierter Soft-SPS. Es eignet sich für die Realisierung von Echtzeit-Regelungen  und Echtzeit-Steuerungen, zur Messdatenerfassung, Archivierung und Dokumentation, Protokollierung, Prozessvisualisierung  sowie für die Simulation dynamischer Systeme. WinErs wird insbesondere in Industrie, aber auch in Lehre und Forschung eingesetzt und gilt als sehr leistungsfähiges Simulationssystem.

## Hintergrund und Entwicklungsgeschichte
WinErs wurde auf Basis des an der Technischen Universität Hamburg-Harburg realisierten Programmsystems ERSIS entwickelt. Seither wird es von der Ingenieurbüro Dr.-Ing. Schoop GmbH kontinuierlich weiterentwickelt. Es wird für Automatisierung und Prozesssteuerung verwendet.

## Anbieter
Hersteller ist das Ingenieurbüro Dr.-Ing. Schoop GmbH mit Sitz in Hamburg. Die Software ist proprietär lizenziert und in deutscher und englischer Sprache erhältlich.

## Technische Merkmale
- Plattform: Windows (XP, Vista, 7, 8, 10, 11; Server-Versionen)
- Architektur: Client‑Server‑Modell (WinErs-Client und WRPServ‑Server). Mehrplatz- und redundante Systeme möglich
- Eingabe: Konfiguration per grafischer Blockstruktur oder GRAFCET[12] (nach DIN EN 60848) mit Online-Debugger[13]
- Messwerterfassung: Speicherzyklen ab 1 ms, Langzeit- und Ereignisaufzeichnung
- Visualisierung: Zahl-, Text-, Diagramm-, Trendfelder, Symbole, Taster, Schalter etc.
- Alarm- und Meldesystem: Bis zu 1 Mio. Meldungen, fünf Klassifizierungsstufen, Filter- und Archivfunktionen
- Protokolle & Rezepte: Zeit-, Signal- oder ereignisgesteuerte Protokollierung und Rezeptur-Auslösung

## Versionen
WinErs unterscheidet die Entwickler- (Professional-) und die Runtime-Version. Die Professional-Version ist modular aufgebaut. Es stehen folgende Module zur Verfügung:
| Modul                  | Beschreibung                                                                                            |
| ---------------------- | --- |
| Grundmodul             | |
| Messwerterfassung I    | Standardmessung, zyklische Messung                                                                      |
| Messwerterfassung II   | Langzeitmessung, Ereignismessung                                                                        |
| Steuern & Regeln I     | Blockstrukturen                                                                                         |
| Steuern & Regeln II    | GRAFCET, Fuzzy und weitere spezielle Blöcke                                                             |
| Prozessvisualisierung  | Prozessbilder                                                                                           |
| Protokolle             | Protokolle, Statistiksignale, Chargen, Messreihen und Versuche (CMVs)                                   |
| Alarme und Meldungen   | Alarme, Online-Meldungen, Benachrichtigungen                                                            |
| Rezepturen             | Statische Rezepturen                                                                                    |
| Batch-Rezepturen       | Ablaufrezepturen, dynamische Rezepturen                                                                 |
| Mehrbenutzerverwaltung | Benutzernamen und -rechte, Benutzergruppen, Sicherheitsmechanismen, Netzwerkfähigkeit, Arbeitsstationen |
| Automation             | Aufträge, ActiveX-Schnittstelle, OPC-Server, Automatisierung u. a. mit Visual Basic                     |
| Web-Server             | Web-Server für Prozess-Task WRPServ                                                                     |

Mit der Runtime-Version kann dem Endnutzer eine Laufzeitversion zur Verfügung gestellt werden, die keine Projektierung mehr erlaubt.

## Prozessanbindung
WinErs ermöglicht eine Prozessanbindung auf der Grundlagen von Treibern, die an die Prozess-Task angebunden werden.
Über die Treiber ist jede Form der Prozessankopplung möglich, da die Treiber-Schnittstelle offengelegt ist.
Zu WinErs sind sehr flexible und leistungsstarke Prozesstreiber verfügbar, die einen weiten Anwendungsbereich abdecken. Einige häufig eingesetzte Prozesstreiber sind:
- Der OPC-Treiber  erlaubt die Anbindung einer Vielzahl von Geräten, sofern für diese der Gerätehersteller eine OPC-Schnittstelle zur Verfügung stellt (die zunehmend Verbreitung findet). OPC (OLE for Process Control) ist ein Standard für den Prozessdatenaustausch unter Windows.
- Der TCPIP-Treiber  kann für die Geräte am Netzwerk mit TCP/IP-Protokoll verwendet werden.
- Der S7-Treiber  kann für die Anbindung der weit verbreiteten Simatic S7-SPSen verwendet werden.
- Der Router-Treiber kann für die Vernetzung mehrerer Prozess-Tasks WRPServ  (Multi-Server-System) oder für redundante Systeme verwendet werden.
- Der Nachrichtentreiber  kann Meldungen und Alarme über Fax, E-Mail, Funkruf, SMS und andere Medien an Empfänger versenden.
- Der Datenbanktreiber kann Signalwerte in Datenbanken schreiben oder aus diesen lesen. Dabei stehen verschiedene Zugriffsmodi und Berechnungsarten zur Verfügung. Der Datenbanktreiber arbeitet mit allen ODBC-konformen Datenbanken zusammen, für die ein ODBC-Treiber verfügbar ist.

Eine vollständige Liste findet sich auf der Herstellerseite.

## Didaktische Versionen
Für die Anwendung im Lehrbereich gibt es WinErs Versionen mit eingeschränkter Funktionalität.
- WinErs-Laborversion: Beschränkt auf 16 analoge Eingänge, 8 analoge Ausgänge, 32 binäre Eingänge und 32 binäre Ausgänge.
- GRAFCET Laborversion: Eingeschränkt auf die Nutzung von GRAFCET mit 16× analoge Eingängen, 8× analogen Ausgängen, 32× binären Eingängen und 32× binären Ausgängen.

## Einsatzgebiete
- Automatisierung industrieller Anlagen[14]
- Dynamische Prozesssimulation[15][14]
- Regelkreisoptimierungen[15]
- Lehre und Forschung[14]
- Steuerungsentwürfe und Präsentationen[15]

## Einordnung
WinErs bietet eine preisgünstige Alternative zu SCADA- und Prozessleitsystemen wie National Instruments LabVIEW oder Siemens SIMATIC Step 7, insbesondere für Bildung, Forschung und kleinere Industrieanwendungen.